# Anna Bongiorni
Anna Bongiorni (née le 15 septembre 1993 à Pise) est une athlète italienne, spécialiste du sprint.

## Carrière
Elle remporte la médaille d'argent du relais 4 x 100 m lors des Championnats d'Europe espoirs à Tallinn, renouvelant le podium lors des Championnats d'Europe juniors 2011 dans la même ville. Elle avait remporté une médaille lors du relais suédois des Jeux olympiques de la jeunesse de 2010.
Le 26 août 2017, elle décroche la médaille de bronze de l'Universiade à Taipei sur 200 m en 23 s 46. Le 28 juin 2018, elle remporte la médaille de bronze sur 100 m aux Jeux méditerranéens de Tarragone, en 11 s 53, derrière la Française Orlann Ombissa-Dzangue (11 s 29) et la Grecque Rafailía Spanoudaki-Hatziriga (11 s 53 également). Deux jours plus tard, elle décroche le bronze sur le relais 4  x 100 m en 43 s 63, derrière la France (43 s 29) et l'Espagne (43 s 31).
C'est la fille de Giovanni Bongiorni.

## Progression dans la discipline, par épreuve

### 60 mètres en salle
| Année | Temps  | Lieu (Pays)            | Date       |
| ----- | ------ | ---------------------- | ---------- |
| 2015  | 7 s 50 | Padoue (Italie)        | 22/02/2015 |
| 2012  | 7 s 64 | Florence (")           | 04/02/2012 |
| 2011  | 7 s 51 | Hambourg (Allemagne)   | 05/03/2011 |
| 2010  | 7 s 52 | Ancone (Italie)        | 14/02/2010 |
| 2009  | 7 s 71 | Ancone (")             | 15/02/2009 |
| 2006  | 8 s 60 | San Giuliano Terme (") | 28/05/2006 |
| 2005  | 8 s 60 | Quarrata (")           | 29/05/2005 |

### 100 mètres
| Année | Temps   | Lieu (Pays)            | Date       |
| ----- | ------- | ---------------------- | ---------- |
| 2015  | 11 s 56 | Turin (Italie)         | 25/07/2015 |
| 2013  | 11 s 86 | Rieti (")              | 16/02/2013 |
| 2011  | 11 s 68 | Brixen (")             | 17/06/2011 |
| 2010  | 11 s 82 | Moscou (Russie)        | 21/05/2010 |
| 2009  | 11 s 92 | Lucca (Italie)         | 02/05/2009 |
| 2008  | 15 s 48 | Lignano Sabbiadoro (") | 23/09/2006 |

### 200 mètres
| Année | Temps   | Lieu (Pays)     | Date       |
| ----- | ------- | --------------- | ---------- |
| 2015  | 23 s 80 | Rieti (Italie)  | 14/06/2015 |
| 2014  | 24 s 65 | Modena (")      | 21/06/2014 |
| 2013  | 24 s 39 | Rieti (")       | 01/06/2013 |
| 2012  | 24 s 52 | Calenzona (")   | 27/05/2012 |
| 2011  | 23 s 96 | Bressanone (")  | 19/06/2011 |
| 2010  | 23 s 99 | Moscou (Russie) | 23/05/2010 |
| 2009  | 24 s 53 | Bressanone (")  | 31/05/2009 |

## Palmarès
| Date | Compétition                                   | Lieu       | Résultat    | Épreuve   | Temps       | Note   |
| ---- | --------------------------------------------- | ---------- | ----------- | --------- | ----------- | ------ |
| 2009 | Festival olympique de la jeunesse européenne  | Tampere    | 5e          | 200m      | 24 s 70     | [ 4 ]  |
| 2009 | Festival olympique de la jeunesse européenne  | Tampere    | 7e          | 4x100m    | 47 s 98     | [ 4 ]  |
| 2009 | SF World Gymnasiade                           | Doha       | 2e          | 100m      | 12 s 07     | [ 5 ]  |
| 2009 | SF World Gymnasiade                           | Doha       | 1er         | Relais    | 2 m 11 s 01 | [ 6 ]  |
| 2009 | Relais mondiaux de l'IAAF                     | Bressanone | Demi-finale | 100m      | 12 s 12     | [ 7 ]  |
| 2009 | Relais mondiaux de l'IAAF                     | Bressanone |             | Relais    | 2 m 11 s 67 | [ 8 ]  |
| 2010 | Epreuves olympiques de la jeunesse européenne | Mosca      | 3e          | 100m      | 11 s 91     | [ 9 ]  |
| 2010 | Epreuves olympiques de la jeunesse européenne | Mosca      | 1er         | 200m      | 23 s 99     | [ 10 ] |
| 2010 | Jeux Olympiques de la Jeunesse                | Singapore  | 7e          | 200m      | 24 s 53     | [ 11 ] |
| 2010 | Jeux Olympiques de la Jeunesse                | Singapore  | 3e          | Relais    | 2 m 07 s 49 | [ 11 ] |
| 2011 | Championnats Européens en Athlétisme Junior   | Tallinn    |             | 200m      | 24 s 33     |        |
| 2011 | Championnats Européens en Athlétisme Junior   | Tallinn    | 2e          | 4x100m    | 44 s 52     |        |
| 2012 | Championnats mondiaux junior de l'IAAF        | Barcellone |             | 4x100m    | 45 s 15     | [ 12 ] |
| 2015 | Compétition européenne des -23 ans            | Tallin     |             | 100m      | 11 s 79     | [ 13 ] |
| 2015 | Compétition européenne des -23 ans            | Tallin     |             | 200m      | 23 s 67     | [ 13 ] |
| 2015 | Compétition européenne des -23 ans            | Tallin     | 2e          | 4x100m    | 44 s 06     | [ 13 ] |
| 2015 | Championnats mondiaux de l'IAAF               | Pekin      |             | 4x100m    | 43 s 22     | [ 14 ] |
| 2017 | Championnats d'Europe par équipes             | Lille      | 4e          | 4 x 100 m | 43 s 38     |        |
| 2017 | Universiade                                   | Taipei     | 6e          | 100 m     | 11 s 50     |        |
| 2017 | Universiade                                   | Taipei     | 3e          | 200 m     | 23 s 46     |        |
| 2018 | Jeux méditerranéens                           | Tarragone  | 3e          | 100 m     | 11 s 53     |        |
| 2018 | Jeux méditerranéens                           | Tarragone  | 3e          | 4 x 100 m | 43 s 63     |        |
| 2019 | Relais mondiaux de l'IAAF                     | Yokohama   | 5e          | 4 x 100 m | 44 s 29     |        |
| 2019 | Championnats du monde                         | Doha       | 7e          | 4 x 100 m | 42 s 98     |        |
| 2019 | Jeux mondiaux militaires                      | Wuhan      | 6e          | 100 m     | 11 s 66     |        |
| 2022 | Championnats d'Europe                         | Munich     | 3e          | 4 x 100 m | 42 s 84     |        |

## Records
| Épreuve | Temps   | Lieu       | Date         |
| ------- | ------- | ---------- | ------------ |
| 60 m    | 7 s 24  | Birmingham | 2 mars 2018  |
| 100 m   | 11 s 27 | Rovereto   | 26 juin 2021 |
| 200 m   | 23 s 10 | Bergen     | 22 mai 2024  |